# Anatolij Miechriencew
Anatolij Aleksandrowicz Miechriencew (ros. Анато́лий Алекса́ндрович Ме́хренцев, ur. 2 sierpnia 1926 we wsi Poroszino w obwodzie uralskim, zm. 7 stycznia 1985 w Swierdłowsku) – radziecki działacz państwowy, Bohater Pracy Socjalistycznej (1976).

## Życiorys
W 1940 ukończył siedmioletnią szkołę i podjął naukę w technikum budowy maszyn, w grudniu 1942 został powołany do Armii Czerwonej. W 1944 skończył szkołę wojskową w Mołotowie (obecnie Perm), później służył jako specjalista lotniczy we Flocie Pacyficznej, w sierpniu 1945 brał udział w walkach z Japonią, a w latach  1950–1952 wojnie w Korei. Od 1946 należał do WKP(b). W październiku 1952 został zdemobilizowany, kontynuował naukę w technikum, a 1957 ukończył studia na Wydziale Mechanicznym Uralskiego Instytutu Politechnicznego im. Kirowa i został inżynierem mechanikiem, podjął pracę w fabryce maszyn im. Kalinina w Swierdłowsku jako zastępca szefa odlewni. W 1959 został zastępcą głównego inżyniera, a w styczniu 1968 głównym inżynierem fabryki, od stycznia 1970 do grudnia 1975 był dyrektorem, następnie dyrektorem generalnym fabryki maszyn im. Kalinina w Swierdłowsku. Od 24 czerwca 1977 do końca życia był przewodniczącym Komitetu Wykonawczego Swierdłowskiej Rady Obwodowej, a od 1979 deputowanym do Rady Najwyższej ZSRR 10 i 11 kadencji. Jego imieniem nazwano ulice w Jekaterynburgu i Kungurze.

## Odznaczenia i nagrody
- Medal Sierp i Młot Bohatera Pracy Socjalistycznej (29 marca 1976)
- Order Lenina (dwukrotnie – 26 kwietnia 1971 i 29 marca 1976)
- Order „Znak Honoru” (22 lipca 1966)
- Medal „Za zasługi bojowe” (listopad 1945)
- Nagroda Państwowa ZSRR (1971)

I inne.